# قيس حميد
قيس حميد هو مهاجم كرة قدم عراقي سابق لعب للعراق بين عام 1962 وعام 1966. لعب 13 مباراة وسجل هدفين.

## إحصائيات المهنة

### الأهداف الدولية
النتائج تسجل رصيد أهداف العراق أولا.
| ت  | التاريخ      | المكان               | الخصم   | الأهداف | نتيجة | منافسة         |
| -- | ------------ | -------------------- | ------- | ------- | ----- | -------------- |
| 1. | 3 يونيو 1962 | الملعب الوطني بطهران | إيران   | 1-2     | 1-2   | ودية           |
| 2. | 5 أبريل 1966 | ملعب الكشافة بغداد   | البحرين | 1-9     | 1-10  | كأس العرب 1966 |